# Internationale Deutsche Meisterschaft (Radsport)
Die Internationale Deutsche Meisterschaft – 2006 TUI-Cup genannt – war eine 2006 bis 2009 ausgetragene Rennserie der wichtigsten deutschen Straßenradrennen. Dazu zählen insgesamt 31 Eintages- und Etappenrennen inklusive der Deutschen Meisterschaften im Straßen- und Einzelzeitfahren.
Gemeinsam mit dem Verband Deutscher Radrennveranstalter ist der Bund Deutscher Radfahrer Organisator der IDM und trug die Rennserie in vier Fahrerkategorien aus: Elite Männer, Elite Frauen, Männer U23 und männliche Junioren U19. Das Preisgeld betrug insgesamt 150.000 Euro. Bei den einzelnen Rennen wurden Punkte für die Gesamtwertung vergeben. Der Führende der Gesamtwertung trug das Leader-Trikot.

## Sieger
| Jahr | Elite Männer    | Elite Frauen        | Männer U23       | Junioren U19     |
| ---- | --------------- | ------------------- | ---------------- | ---------------- |
| 2006 | Jens Voigt      | Nicole Cooke        | Tony Martin      | keine Austragung |
| 2007 | Jens Voigt      | Judith Arndt        | Christian Kux    | Michael Hümbert  |
| 2008 | Christian Knees | Judith Arndt        | keine Austragung | keine Austragung |
| 2009 | Fabian Wegmann  | Ina-Yoko Teutenberg | keine Austragung | Emil Hovmand     |